# Leptopezella anatolica
Leptopezella anatolica är en tvåvingeart som beskrevs av Sinclair och Meg S. Cumming 2007. Leptopezella anatolica ingår i släktet Leptopezella och familjen puckeldansflugor.
Artens utbredningsområde är New South Wales. Inga underarter finns listade i Catalogue of Life.